# Mac OS 9
Mac OS 9 ist die letzte Version des ursprünglichen Betriebssystems Mac OS, vormals „System“ oder „System Software“, für Macintosh-Rechner des US-amerikanischen Unternehmens Apple. Es werden nur Macs mit PowerPC-Prozessor unterstützt. Mac OS 9.0 wurde am 23. Oktober 1999 herausgegeben, die letzte Aktualisierung auf Version 9.2.2 wurde am 5. Dezember 2001 veröffentlicht.

## Entwicklung und Funktionen
Mac OS 9 wurde vor seiner Veröffentlichung in Entwicklerversionen als „Mac OS 8.7“ bezeichnet. Dementsprechend sind die Änderungen, die Apple im Halbversionsschritt von 8.1 nach 8.5 vornahm, größer als diejenigen von 8.6 nach 9. Der Sprung in der Versionsnummer ist auch dadurch zu begründen, dass Apple für Mac OS X, die neue Generation des Betriebssystems, der 10 nahekommen wollte. Um den Verkauf zu fördern, führte Apple die zunächst kostenlosen iTools (später .Mac, dann MobileMe, und schließlich iCloud) ein, die vor allem ein freies E-Mail-Konto beinhalteten, setzte aber Mac OS 9 für die Registrierung voraus.
Die wichtigsten Neuerungen von Mac OS 9 waren Mehrbenutzerunterstützung, die Schlüsselbund-Funktion, mit der ein zentraler Aufbewahrungsort für Passwörter eingeführt wurde, und die Software-Aktualisierung, die verfügbare Updates automatisch aus dem Internet anbot und auf Wunsch installierte. Die Server für ältere Systeme von Apple sind jedoch nicht mehr verfügbar, sodass die Software-Aktualisierung wie auch die iTools nun nicht mehr funktionieren.
Nachdem bereits im Jahre 2000 die erste Vorschauversion des Nachfolgerbetriebssystems, Mac OS X 10.0 („Cheetah,“ 2001, Public Beta bereits 2000), erschienen war, kündigte Apple-Chef Steve Jobs im Mai 2002 an, die Entwicklung von Mac OS 9 werde nicht mehr fortgeführt. Im Januar 2003 wurde der erste Power Mac verkauft, der nicht mehr Mac OS 9 starten konnte. Nach Protesten von Anwendern wurde im gleichen Jahr nochmals ein Power Mac G4 aufgelegt, der Mac OS 9 nativ booten konnte – die letzten Mac-OS‑9-bootfähigen Macs wurden von Apple offiziell im Sommer 2004 verkauft. Die Ausführung von Mac‑OS-Programmen ist auf allen PowerPC-basierten Macintosh-Computern weiterhin in der Classic-Umgebung von Mac OS X bis Version 10.4 „Tiger“ möglich.

## Systemvoraussetzungen
Mac OS 9 läuft auf Macintosh-Computern mit PowerPC-Prozessor, 32 MB Hauptspeicher (40 MB inklusive virtuellem Speicher) und bei der empfohlenen Installation zwischen 150 und 250 MB freien Festplattenspeicherplatz, je nach Macintosh-Modell und Formatierung des Zielmediums. Bei Vollinstallation werden bis zu 400 MB an Daten auf das Zielmedium installiert. Ab Mac OS 9.2 wird mindestens ein PowerPC der 3. Generation (PowerPC 750 „G3“) vorausgesetzt, es läuft nicht mehr auf Macs mit PowerPC 601 (1. Generation) und 603/604 (2. Generation).
Nicht mehr unterstützt wird die Blue Box (MacOS.app) von Rhapsody und Mac OS X Server 1.0 bis 1.2v3, die für die Ausführung von Mac OS als virtuelle Maschine innerhalb des als Nachfolger eigenständig entwickelten Betriebssystems gedacht ist. Unter Blue Box kann nur Mac OS 8.5.1 und 8.6 virtualisiert ausgeführt werden.

In der Weiterentwicklung von Blue Box, der Classic-Umgebung von Mac OS X, kann Mac OS ab Version 9.1 virtualisiert werden, um Programme, die unter Mac OS X nicht laufen, verwenden zu können. Die Classic-Umgebung gibt es in Mac OS X nur auf der PowerPC-Architektur und nur bis Mac OS X Tiger (10.4, 2005) – auf allen seit 2006 von Apple verkauften Macs mit Intel-Prozessor und ab Mac OS X Leopard (10.5, 2007), auch auf PowerPC, wird die Virtualisierung von Mac OS mittels „Classic“ nicht mehr unterstützt. Als Alternative empfiehlt sich SheepShaver, der sowohl als Virtuelle Maschine auf PowerPC-basierten Macs als auch als Emulator auf Intel-basierten Macs Mac OS emulieren kann, allerdings nur bis einschließlich Version 9.0.4.

Seit System 7 mit Einführung der mit englisch “New World” bezeichneten Macs hat Apple die im ROM enthaltenen Teile des Betriebssystems auf ein Minimum reduziert. Mit der Einführung von Open Firmware benötigt Mac OS daher eine Mac OS ROM betitelte Datei, die Teile des spezifisch auf den jeweiligen Macintosh-Computer angepassten Macintosh-Baukasten (englisch Macintosh Toolbox) bereithält. Ohne diese systemspezifischen Funktionen ist Mac OS nicht lauffähig. Bei älteren Systemen, von Apple englisch “Old World” bezeichnet, war der Macintosh-Baukasten noch im ROM gespeichert. Macs, die vor der Veröffentlichung von Mac OS 9 bereits auf dem Markt waren, werden zwar von der mitgelieferten ROM-Datei unterstützt, nicht jedoch Modelle, die nach Mac OS 9 auf den Markt kamen. Da der Macintosh-Baukasten nicht mehr im ROM neuer Macintosh-Computer enthalten ist benötigen Modelle ab ca. 2000 spezifische Versionen von Mac OS, die auf Installation- oder Wiederherstellungs-Medien mitgeliefert wurden und die spezifische ROM-Datei für das jeweilige Macintosh-Modell beinhalten. Die letzte Veröffentlichung des Mac-OS-ROM für Mac OS 9 ist Version 9.5.1, die beigelegt (englisch bundled, enthalten im vorinstallierten Mac OS 9.2.2 und auf dem Wiederherstellungsmedium) mit dem iMac G4 800 MHz 17″ „Flat Panel“ ab 17. Juli 2002 verkauft wurde. Dasselbe iMac-Modell wurde (bezeichnet als „X only“ – also nur für Mac OS X) am 4. Februar 2003 ohne die Möglichkeit, Mac OS 9.2.2 nativ zu starten und somit ohne Mac-OS-ROM, neu aufgelegt.

## Versionsgeschichte
| Version | Erscheinungsdatum | Codename   | Bemerkungen |
| ------- | ----------------- | ---------- | --- |
| 9.0     | 23. November 1999 | Sonata     | war anfangs als Mac OS 8.7, Codename „Sarah“, geplant |
| 9.0.1   | unbekannt         | Minuet     | hätte Ende 1999 erscheinen sollen, wurde aber verschoben bis nach der Präsentation des iMac P7A im Februar 2000 |
| 9.0.2   | 16. Februar 2000  | Minuet     | vorinstalliert, spezifische Version des letzten PowerBook G3 „Firewire/Pismo“ (2000) |
| 9.0.3   | unbekannt         | Minuet     | vorinstalliert, spezifische Version des iMac G3 „Slot Loading“ (2000) |
| 9.0.4   | 4. April 2000     | Minuet     | freies (gratis) Update, benötigt bereits installiertes Mac OS 9.0 bis 9.0.3 |
| 9.1     | 9. Januar 2001    | Fortissimo | freies (gratis) Update, benötigt bereits installiertes Mac OS 9.0 bis 9.0.4; da nicht alle Teile im freien Update enthalten sind, ist auf einigen Mac-Modellen nur die Installation von einer Installations-CD möglich |
| 9.2     |                   | Moonlight  | |
| 9.2     | 18. Juli 2001     | Starlight  | vorinstalliert, spezifische Version des Power Mac G4 „Quicksilver“ (2001) |
| 9.2.1   | 21. August 2001   | Limelight  | freies (gratis) Update, benötigt bereits installiertes Mac OS 9.1 oder 9.2 |
| 9.2.2   | 5. Dezember 2001  | LU1        | freies (gratis) Update, benötigt bereits installiertes Mac OS 9.2.1 |